# Моника Маковей
Моника Луиза Маковей (на румънски: Monica Luisa Macovei), родена на 4 февруари 1959 г.) е румънски политик, адвокат и бивш прокурор, от 2009 г. член на Европейския парламент от Европейски консерватори и реформисти, а преди това член на Демократичната либерална партия (на румънски: Partidul Democrat-Liberal). Тя е министър на правосъдието на Румъния от 2004 до 2007 г. в първото правителство на Калин Попеску-Търичану. На този пост тя провежда реформите в правосъдието, необходими за приемането на Румъния в ЕС. Маковей участва като независим кандидат в президентските избори през 2014 г.
Докато е министър, Маковей създава Национална дирекция за борба с корупцията, която се занимава с дела с материален интерес над 1 млн. евро или с хора на много високи позиции в държавата. Тя разследва всички политици, включително членове на правителството, и има специален орган, който се занимава със съдии и прокурори. Провежда много разследвания и мнозина, които изглеждат недосегаеми, са осъдени.

## Образование и кариера
Моника Маковей завършва през 1982 г. Юридическия факултет на Букурещкия университет, а през 1994 г. завършва магистратура по право в областта на сравнителното конституционно право от Университета на щата Ню Йорк и Централния европейски университет. Маковей изнася лекции по право в Букурещкия университет и е автор на множество книги и статии на правни теми и на теми, свързани с човешките права.
Между 1983 и 1997 г. Маковей е прокурор в комунистическия и посткомунистическия период на Румъния. От 1997 до 2004 г. тя е адвокат в Букурещката адвокатска колегия.
През 1997 г. Маковей получава Eisenhower Fellowships, чест, която се дава на „мъже и жени с изключителни приноси в средата на кариерата си и от които се очаква да заемат позиции на влияние и да направят промени“ в техните региони, страни или глобално.

## Министър на правосъдието
Маковей е назначена за министър на правосъдието през декември 2004 г. след неочакваната победа на Демократическата партия на Румъния с лидер Траян Бъсеску във втория тур на президентските избори срещу кандидата на Социалдемократическата партия Адриан Нъстасе. Победата на Бъсеску е определена от медиите в Румъния като „Оранжева революция“ с намек към събитията по това време в Украйна известни като Оранжева революция. Отпратката е още и към оранжевия цвят използван от победилата коалиция Алианс за справедливост и истина, в която се включват освен Демократическата партия и Националната либерална партия, която е водена от Калин Попеску-Търичану. Роля за осигуряване на победата на Алианса за справедливост и истина имат и независими граждански организации и назначаването на Маковей се приема като признание за приноса им. Като активистка, която прекарва по-голямата част от кариерата си, застъпвайки се за съдебна реформа в Румъния, тя също е и в добра позиция да приложи мащабни реформи, както и да увеличи усилията срещу корупцита по високите етажи на властта, като и двете са изисквания за приемане в Европейския съюз на Румъния. Антикорупцията също е важна тема на румънските парламентарни и президентски избори провели се през 2004 г.

## Кампания за президентски избори
През 2014 г. Маковей се кандидатира за президент като независим кандидат, след като напуска Демократическата либерална партия, която подкрепя партийния и кмет на Сибиу Клаус Йоханис. Платформата, на която тя стъпва е основана на антикорупцията и законите, както и на действията и като министър на правосъдието и депутат.
В първия тур на изборите през октомври Маковей получава 4,44 % от националния вот. Тя получава най-добри резултати в големите градове – Букурещ – 12 %, Клуж-Напока. 11, 87 %, Тимишоара – 9, 23%, Констанца – 8, 84 % и Яш – 10 %. Повече от 15 % от румънците, които гласуват в чужбина, гласуват за Маковей. Според последната, статистиката показва, че за нея гласуват най-вече хората между 18 и 35 години и тези с по-високо образование. Въпреки това нейното пето място на първия тур означава, че тя няма да участва на втория тур на изборите, за който се класират Йоханис и тогавашния министър-председател Виктор Понта. Маковей подкрепя Йоханис на втория тур.
В един момент на кампанията, Понта споменава, че Маковей е станала католичка. Това е интерпретирано като опит да се каже, че тя не е напълно румънка, тъй като мнозинството румънци са православни християни. Маковей обвинява Понта и партията му, че използват нейната религия, за да атакуват кандидатурата ѝ с „ксенофобия, шовинизъм и нетолерантност“
На 4 ноември 2014 г. след загубата на президентските избори Маковей казва, че ще опита да създаде нова политическа партия в Румъния.

## Противоречия
Маковей има редица противоречиви действия в Румъния като правосъден министър. Медии и групи, подкрепящи Маковей, отбелязват, че вътрешната критика срещу нея от страна на местните медии и румънския парламент се увеличават значително след влизането на Румъния в Европейския съюз, когато политиците спират да се притесняват за последиците в Брюксел. Те също така смятат, че тези атаки произтичат от по-широк и много публичен конфликт между министър-председателя Попеску-Търичану и президента Траян Бъсеску, които разделя управляващата коалиция и допринася за разпадането на Алианса за справедливост и истина. Маковей заявява, че атаките срещу нея от страна на политиците са „доказателство, че реформите са на правилен път“.

### Твърдения за злоупотреба с власт
Моника Макове е обвинявана няколко пъти в злоупотреба с власт в позицията на министър на правосъдието. Един такъв случай се отнася до коментар, който тя прави по националната телевизия на Румъния. В този коментар тя казва, че репортерите нямат право да критикуват нея и действията ѝ като министър и че трябва да обърнат внимание на техните „собствени проблеми с румънското правосъдие“. Нейният коментар е насочен към директора на румънския вестник Зиуа, Сорин Рошча Стънеску, който отправя силни обвинения срещу Маковей, че е била сътрудник на комунистическата тайна полиция Секуритате. Айдън Уайт, президента на Международната федерация на журналистите критикува думите на Маковей, казвайки че „На всеки журналист трябва да бъде гарантирана презумпцията за невинност, особено от министъра на правосъдието.“
Стънеску и неговия колега Ръшван Съвълиук също смятат, че неправителствени организации подкрепят Маковей срещу румънския парламент и го правят защото получават финансиране от министерството на правосъдието или защото подкрепят противоречиви каузи, свързани с Маковей.
През юни 2005 министър-председателят Попеску-Търичану търси намесата на Маковей в случай на корупция срещу председателя на Ромпетрол и важен член на Националната либерална партия Дину Патричиу. Според медиите Попеску-Търичану вика Маковей в неговия офис, за да се срещнат с Патричиу, който се оплаква относно процедурни проблеми и други аспекти, свързани с неговия случай. Маковей признава за срещата пред медиите, както и своята изненада, че министър-председателят е организирал срещата. Няма индикации, че Маковей е позволила срещата да повлияе на случая на Патричиу, който продължава да бъде разследван.
Председателят на Висшия съвет на магистратите (ВСМ) съдия Флорика Бежинару обвинява Маковей в „политически полицейски стил“ на действие в опит да я накара да подаде оставка. Открива се, че Бежинару е работила за разузнаването на Секуритате по време на комунистическия период, фактор, който я лишава от правото да заема позиция във ВСМ. Бежинару признава, че е сътрудничила на Секуритате, но отхвърля твърденията, че е навредила на някого. Агенцията, натоварена с преглед на архивите на Секуритате, изчиства името на Бежинару относно сътрудничеството ѝ.
На 14 март 2007 г. Маковей обвинява Главния секретар на правителството Раду Строе в незаконна промяна на текстове от закони между времето, в което са приети в парламента и когато са отпечатани на официалния монитор. Строе отхвърля твърденията. Отделно от това медиите съобщават в същия ден, че Строе е наел личен съветник, който е разследван за укриване на данъци и връзки с организираната престъпност. Строе освобождава съветника след тази новина. Попеску-Търичану публично подкрепя Строе срещу Маковей по време на скандала.
Скоро след като Маковей става министър на правосъдието, някой медии твърдят, че съдебно дело относно собствеността на къща е решено по незаконен начин в полза на майката на Маковей. Маковей отхвърля всякакво участие в този случай.

### Работа като прокурор
Досие публикувано от офиса на Главния прокурор през 2008 г. обвинява Маковей в „повтаряща се небрежност при разглеждането на дела и повтарящи се забавяния при разрешаването на някои случаи“ докато е била прокурор до 1997 г. Маковей твърди, че никога не е виждала досието, но няма „нищо за криене“ от времето, когато е била прокурор. Тя подава оставка от позицията на прокурор през 1997 г. след конфликт с главния прокурор Николае Кочинеску, който е бил освободен същата година от президента Константинеску за спиране на политически чувствителни разследвания.
Дан Войкулеску, собственик на медия и лидер на Консервативната партия, представя през септември 2006 г. няколко заповеди за претърсване, подписани от Моника Маковей през 1984 г. като прокурор. Тези заповеди за претърсване често са използвани през комунистическия период в Румъния, за да позволят на прокурори или полицаи да претърсват без процес.
Маковей отговаря, че заповедта, която Войкулеску е показал на пресата, е безполезна, тъй като няма нито дата, нито е регистрирана, така че не е валидна. На свой ред обвинява Войкулеску в използването на тактики в стила на службата за сигурност Секуритате, за да я обвинява, намеквайки за собственото минало на Войкулеску като сътрудник на тайната служба. Войкулеску е един от най-големите критици на Маковей в парламента, докато тя е министър на правосъдието.

## Личен живот
Моника Маковей израства в Букурещ като единствена дъщеря в семейството на адвоката Василе Гергеску и учителката Силвия Гергеску. Маковей е разведена и има едно дете – Раду.
През април 2006 г. Маковей влиза в апартамента си и усеща мирис на битова газ. Възможно е да е от забравена да бъде затворена дюза. Полицията не открива никакво очевидно обяснение за инцидента, макар да съществува възможността това да е атака срещу нея. Пресата съобщава, че правителството не осигурява никаква специална охрана за нейния апартамент.